# Stadtbrand von München
Der Stadtbrand von München war ein Großbrand, der am 13. Februar 1327 ausbrach und innerhalb von zwei Tagen ein Drittel der Stadt München vernichtete.

## Vorgeschichte und Ablauf
München bestand vor 1327 hauptsächlich aus Holzhäusern, die mit Stroh oder Schindeln eingedeckt waren.

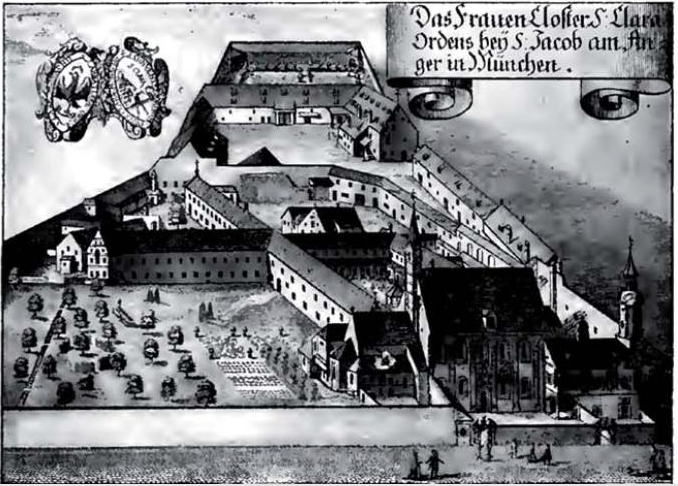
Das Kloster Am Anger um 1700

Der Brand brach in den frühen Morgenstunden im Kloster St. Jakob am Anger aus. Vermutet wird, dass beim morgendlichen Anschüren des Feuers ein Stück glühende Kohle neben den Ofen fiel. Die Nonnen vom Orden der Klarissen waren schon bei den Laudes und begannen sofort nach Entdeckung des Brandes, mit Löscheimern Wasser herbeizuschaffen. Die Flammen erreichten nach kurzer Zeit das Nachbarhaus, in welchem zu der Zeit die Familie Bernlochner Kerzen herstellte. Die dort gelagerten Vorräte an Wachs und Werg entfachten das Feuer so stark, dass jegliche weiteren Versuche es einzudämmen scheiterten. In den folgenden zwei Tagen wurde das Feuer immer wieder durch Föhnstürme weiter angefacht. Nach zwei Tagen war der Brand erloschen. Ein Opfer der Flammen, die rund ein Drittel des damaligen Stadtgebiets verwüstet hatten, waren unter anderem die Kirchen St. Peter und Heilig Geist, das Franziskanerkloster mit der Kirche, die Herzogsburg, das Rathaus und das Heilig-Geist-Spital. Das gesamte Gebiet südlich und östlich von Rindermarkt, Marienstraße und Dienerstraße lag in Asche. Hermann Sack berichtet als Chronist des Klosters von 30 Toten durch das Feuer.

## Folgen
In der Folge wurde für die Obdachlosen und ihre Familien gesammelt und die Bürger halfen gemeinsam beim Wiederaufbau. Die Heiliggeistkirche wurde nach dem Brand als gotische dreischiffige Staffelhalle in der Zeit bis 1392 wieder aufgebaut. Der Neubau der Kirche St. Peter dauerte bis 1365. Anstelle der zwei bei dem Brand zerstörten Türme wurde zwischen 1377 und 1385 ein Mittelturm errichtet, an dem die erste Turmuhr Münchens installiert wurde. Das Bier- und Oktoberfestmuseum München befindet sich in einem Haus, das im Zuge der Stadtvergrößerung, die nach dem Brand auf 91 ha erweitert wurde und einen zweiten Mauerring erhielt, gebaut wurde.
Als weitere Folge wurde 1342 die Brandschutzverordnung überarbeitet. Zusätzlich zu den bisherigen Feuerwächtern auf dem Turm der Peterskirche sollten drei weitere durch die Gassen patrouillieren und jedes Haus musste immer einen Zuber Löschwasser vorrätig halten. Die Verordnung, die Kaiser Ludwig der Bayer im Einvernehmen mit dem Stadtrat verkündet hatte, legte fest, dass zukünftig alle Häuser mit Ziegeln eingedeckt werden müssen und dass alle abgebrannten und neuen Bauten ganz aus Stein errichtet werden müssen. Auch Stadel und Gartenhäuser mussten ein festes Dach erhalten. Die Überwachung der Vorschriften oblag allein dem Stadtrat und es gab keinerlei Einspruchsmöglichkeit beim Landesherrn dagegen. Diese Vorschriften wurden überwacht und hatten auch zur Folge, dass in München, anders als in den meisten anderen Städten, Vordächer und Anbauten entfernt werden mussten, so dass es dort in späteren Jahrhunderten relativ gerade und breite Straßen gab.